# Sophia Thomalla

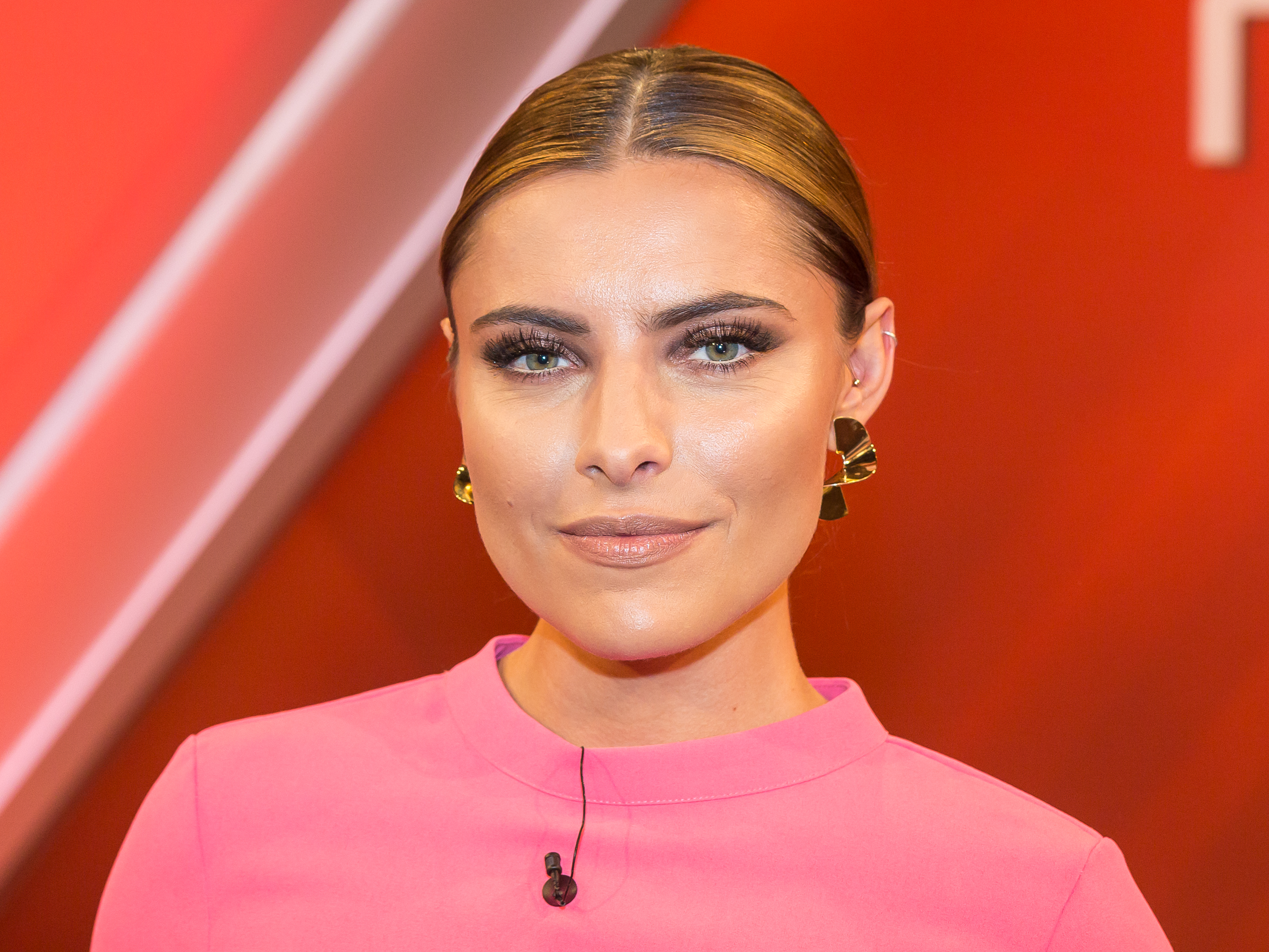
Sophia Thomalla (2017)

Sophia Thomalla (* 6. Oktober 1989 in Ost-Berlin) ist eine deutsche Schauspielerin, Moderatorin und Model.

## Leben
Sophia Thomalla ist die Tochter der Schauspieler Simone Thomalla und André Vetters. Sie wuchs bis zu ihrem siebten Lebensjahr in Berlin auf und wohnte dann gemeinsam mit ihrer Mutter in Köln. Nach Vollendung des vierten Schuljahres zogen sie und ihre Mutter nach Kleinmachnow und ein Jahr später nach Gelsenkirchen, wo sie bis zur Trennung ihrer Mutter von Rudi Assauer Anfang 2009 lebte. Im Herbst 2009 zog sie aus beruflichen Gründen wieder nach Berlin. Im Oktober 2010 verlegte sie ihren Wohnsitz in das Holländische Viertel in Potsdam. Wie ihre Mutter betrieb Thomalla als Freizeitsport Kickboxen. In ihrer Jugend bestritt sie einige Amateurkämpfe.
Von 2011 bis 2015 war sie mit dem Rammstein-Sänger Till Lindemann liiert. Im März 2016 heiratete sie im amerikanischen Marietta den norwegischen Sänger Andy LaPlegua. Im Mai 2017 gab sie ihre Scheidung bekannt. 2017 war sie mit dem britischen Musiker Gavin Rossdale liiert. Ab Januar 2019 war sie in einer Beziehung mit dem deutschen Fußballer Loris Karius.
Im Juni 2021 wurde die Trennung bekannt.
Im Oktober 2021 wurde ihre Beziehung mit dem Tennis-Profi Alexander Zverev öffentlich.
Im September 2022 gab sie auf Instagram bekannt, dass sie an einer venösen Malformation leide. Mit diesem Posting wolle sie Spenden sammeln, um einem russischen Mädchen mit der gleichen Erkrankung eine medizinische Behandlung in Deutschland zu ermöglichen.
Thomalla war zwölf Jahre lang Mitglied der CDU und trat 2023 aus der Partei aus.

## Karriere

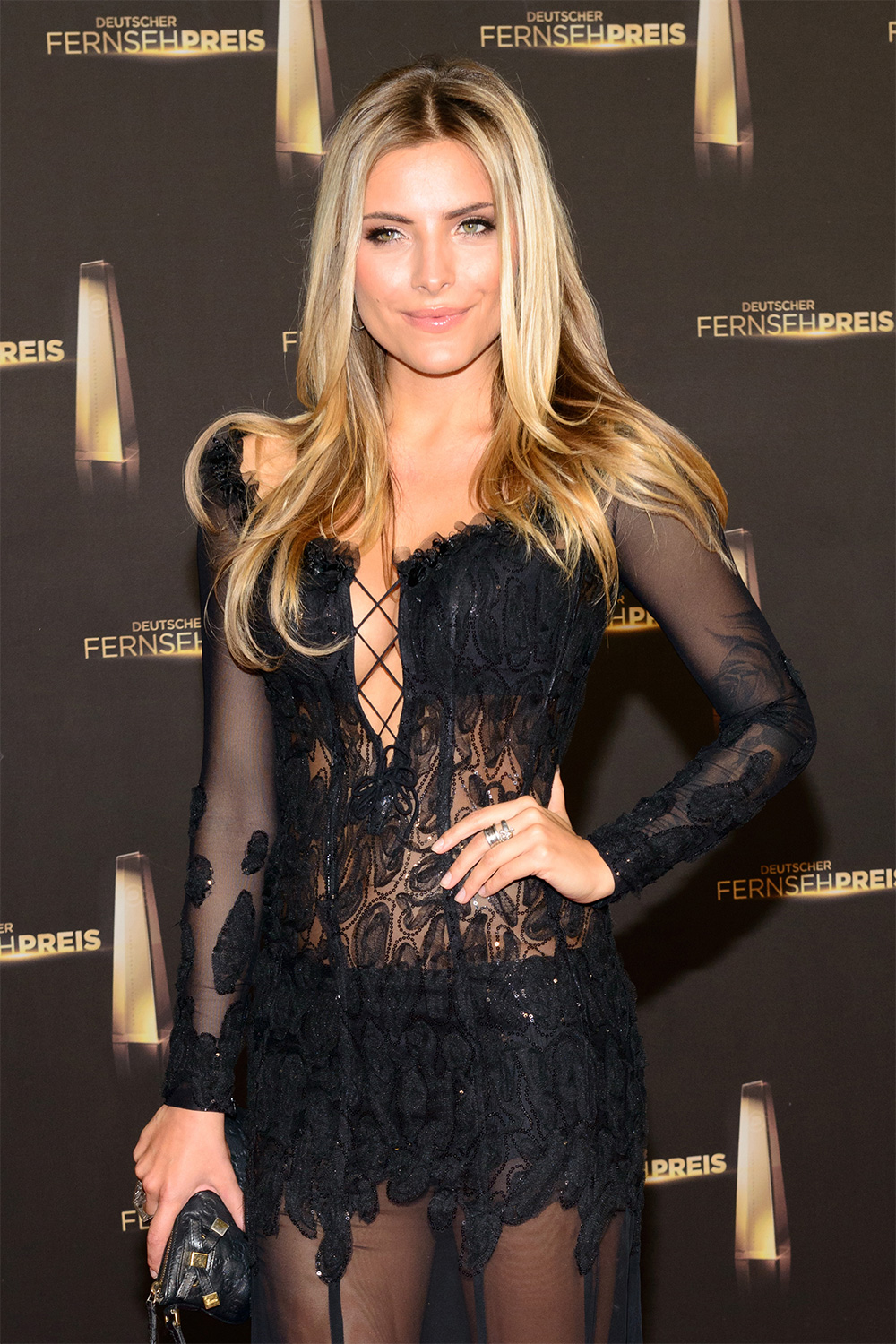
Sophia Thomalla beim Deutschen Fernsehpreis 2014

Von 2007 bis 2009 besuchte sie die Constantin-Schule für Schauspiel, Tanz und Gesang in Bochum. 2006 erhielt sie durch den befreundeten Fernsehregisseur Sigi Rothemund in der ARD-Krimireihe Commissario Laurenti ihre erste Fernsehrolle als Filmtochter von Barbara Rudnik und Henry Hübchen.
2009 bewarb sich Thomalla bei einem offenen Casting für die Castingshow Germany’s Next Topmodel; sie schied in der ersten Runde aus. 2009 und 2010 war sie in der Sat.1-Daily Soap Eine wie keine als Chris Putzer zu sehen. Außerdem war sie Kandidatin bei Let’s Dance und gewann dort zusammen mit ihrem Tanzpartner Massimo Sinató den Titel des Dancing Star 2010.
2010 wurde Thomalla in der Liste der FHM Sexiest Women auf den dritten Platz gewählt. Wie zuvor schon ihre Mutter ließ sie sich für die deutsche Ausgabe des Playboy ablichten. Die Bilder erschienen im Mai 2012. Sie belegte bei der Online-Wahl des schönsten Titelstars der letzten 25 Jahre den ersten Platz.

2011 war Thomalla bei ProSieben Jury-Mitglied der Castingshow Das PokerStars.de Ass.
2012 wirkte sie im Ensemble der Comedy-Serie Die Dreisten Drei – jetzt noch dreister auf Sat.1 neben Oliver Beerhenke und Mirco Nontschew mit. Sie übernahm 2015 die Nebenmoderation bei den ProSieben-Shows Wok-WM und bei der TV total Stock Car Crash Challenge. 2015 moderierte sie neben Gunther Emmerlich den 10. Dresdner Opernball.
Thomalla hatte zahlreiche Auftritte als Gast in Fernsehshows, so in Schlag den Star (2015, 2021), Wer wird Millionär? (2019), Denn sie wissen nicht, was passiert (2020, 2024) oder als Gast in Genial daneben – Das Quiz (2018), Luke! Die Greatnightshow (2020), Alle gegen Einen (2020).
2016 saß sie neben DJ BoBo und Cale Kalay in der Jury der RTL-Tanzshow Dance Dance Dance und in der Jury der Tattoo-Show Pain & Fame auf Sixx, bei der die besten Tätowierer Deutschlands gesucht wurden. 2016 brachte sie eine Schuhkollektion heraus. 2018 moderierte sie bei DMAX die Autorennshow Devils Race.
Im November 2019 wurde Thomalla Gesellschafterin und Werbefigur eines Start-up-Unternehmens, das die Vertrieb von Schotter, Kies und Sand per App organisiert.
2021 übernahm sie die Moderationen der Datingshows Are You The One? und Date or Drop bei RTL und RTL+. 2022 vertrat sie Frauke Ludowig als Moderatorin bei Die Bachelorette – Das große Wiedersehen; 2024 war sie Gastmoderatorin bei Du gewinnst hier nicht die Million bei Stefan Raab.

## Filmografie (Auswahl)
- 2006–2009: Commissario Laurenti (Fernsehreihe, alle 5 Folgen)
- 2008: Unser Charly (Fernsehserie, 1 Folge)
- 2009: Zeit der Entscheidung – Die Soap deiner Wahl (Internet-Soap, 1 Folge)
- 2009–2010: Eine wie keine (Fernsehserie, 199 Folgen)
- 2010: Hanni & Nanni
- 2010: Countdown – Die Jagd beginnt (Fernsehserie, Folge: Vom Himmel gefallen)
- 2010–2013: Der Bergdoktor (Fernsehserie, 46 Folgen)
- 2011: 90 Minuten – Das Berlin Projekt
- 2011: Der letzte Bulle (Fernsehserie, 1 Folge)
- 2011: Die Trixxer
- 2012: Die Dreisten Drei – jetzt noch dreister
- 2013: Alarm für Cobra 11 – Die Autobahnpolizei (Fernsehserie, 1 Folge)
- 2014: Schmidt – Chaos auf Rezept (Fernsehserie, 1 Folge)[20]
- 2015: Da muss Mann durch
- 2018: EneMe[21]
- 2020: Betonrausch
- 2020: Wir können nicht anders
- seit 2021: Are You The One? (Moderation)
- seit 2021: Date or Drop (Moderation)
- 2022: Die Bachelorette – Das große Wiedersehen (Moderation)
- 2024: Splash! Das Promi-Pool-Quiz (Moderation)
- 2024: Du gewinnst hier nicht die Million bei Stefan Raab (Gastmoderation, 1 Folge)